# آندری چمیل
آندری چمیل (اسپانیایی: Andrei Tchmil‎؛ زادهٔ ۲۲ ژانویهٔ ۱۹۶۳) دوچرخه‌سوار اهل اتحاد جماهیر سوسیالیستی شوروی است.
از باشگاه‌هایی که در آن رکاب زده‌است می‌توان به تیم لوتو–سودال اشاره کرد.